# Carrie (personage uit One Tree Hill)
Carrie, gespeeld door actrice Torrey DeVitto, is een personage uit het vijfde en zesde seizoen van de televisieserie One Tree Hill.

## Verhaallijn

### Seizoen 5
Carrie wordt in het vijfde seizoen geïntroduceerd als het aantrekkelijke kindermeisje van Jamie Lucas Scott. Zijn moeder Haley James Scott is zeer tevreden over haar werk en ook Jamie kan geen genoeg van haar krijgen. Haley heeft het echter te druk met haar werk om te merken dat Carrie zich zeer aangetrokken voelt tot haar man Nathan Scott. Aanvankelijk begint het bij onschuldig geflirt en dubbelzinnige opmerkingen, maar het duurt niet lang voordat ze zich steeds intiemer opstelt tegenover Nathan. Zo zwemt ze naakt in zijn bijzijn en zoent ze hem. Nathan houdt haar tegen, maar vertelt zijn vrouw nergens over.
Op een dag, als het voor Nathan al duidelijk is dat Carrie verliefd op hem is, stapt ze bij hem onder de douche. Net op dat moment komt Haley binnen, die haar onmiddellijk ontslaat en haar man uit huis zet. Carrie realiseert zich dat ze Nathan nooit voor zich zal winnen, maar is niet bereid om haar band met Jamie op te geven. Ze zet hem met succes op tegen zijn moeder en ontvoert hem op de bruiloft van Lucas Scott en Lindsay Strauss. Omdat zij tegen hem heeft gelogen dat ze elkaar weer mogen zien, heeft Jamie niet door dat hij ontvoerd is. Dan Scott, de vader van Nathan, heeft haar met Jamie zien vertrekken. Hij breekt in de motelkamer waar ze met Jamie verblijft en dreigt haar te vermoorden als ze zijn familie ooit nog met een vinger aanraakt.

### Seizoen 6
Aan het eind van het vijfde seizoen wordt Dan aangereden door een onbekend persoon. In het zesde seizoen blijkt Carrie de dader te zijn. Ze is teruggekeerd naar Tree Hill om wraak te nemen op Dan en Jamies vertrouwen terug te winnen. Ze vermomt zich als verpleegster en ontvoert Dan. Hij probeert uit haar huis in de bossen te ontsnappen, maar zij weet hem in bedwang te houden met injecties en bindt hem vast aan een bed. Dan zag buiten een graf, die blijkt te zijn van Carries overleden zoon. Hij probeert met haar te praten over haar verleden, maar Carrie laat weinig los en vertelt enkel dat ze tijdenlang haar vader moest verzorgen, voordat hij overleed.
Carrie is van plan om Dan te gebruiken om Jamie te lokken. Ze doet zich over de telefoon voor als zijn verpleegster en vertelt aan Haley dat Dan binnenkort zal overlijden en een laatste bezoek van Jamie wil. Haley besluit met Jamie naar het gegeven adres te gaan en wordt neergeslagen door Carrie. Jamie probeert te vluchten, wetend dat Carrie niet zo lief is als ooit gedacht. De dag wordt uiteindelijk gered door Deborah Lee, Jamies grootmoeder en huidige kindermeisje. Zij slaat Carrie neer met een wijnfles.
Carrie komt bij terwijl Haley en Deborah met elkaar praten en ze probeert om wraak te nemen met een bijl, maar voordat ze iets kan doen wordt ze neergeschoten door Dan, die inmiddels was bevrijd door Haley. Echter, ook dit overleeft ze. Als ze vertelt dat, hoewel de politie onderweg is, ze opnieuw zal terugkomen, schiet Dan haar dood.